# مو، فرانسه
مو، فرانسه (به فرانسوی: Meaux) یک کامین در فرانسه است که در Canton of Meaux-Nord واقع شده‌است.

## خصوصیات
مو ۱۴٫۹۵ کیلومترمربع مساحت و ۵۱٬۳۹۸ نفر جمعیت دارد.

## خواهرخوانده
شهرهای هایلیگن‌هاوس و بزیلدون خواهرخوانده‌های مو، فرانسه هستند.